# بنلی (موتورسیکلت)
بنلی (به ایتالیایی: Benelli) یکی از قدیمی‌ترین و برترین تولیدکنندگان موتورسیکلت ایتالیایی است که پس از چندین دهه فعالیت، به شرکت های تحت لیسانس چین ملحق شده است

## مالکیت
در سال ۲۰۰۵ این شرکت در مالکیت شرکت چینی گروه موتور سیکلت ژجیانگ کیانجیانگ درآمد که به نوبه خود تحت کنترل گروه جیلی قرار دارد. فعالیت‌های طراحی، توسعه و بازاریابی در دفتر مرکزی در شهر پزارو ایتالیا با همکاری شرکت مادر انجام و تولید در شهر ونلینگ در منطقه شهرداری تایجو در استان چجیانگ چین انجام می‌شود.

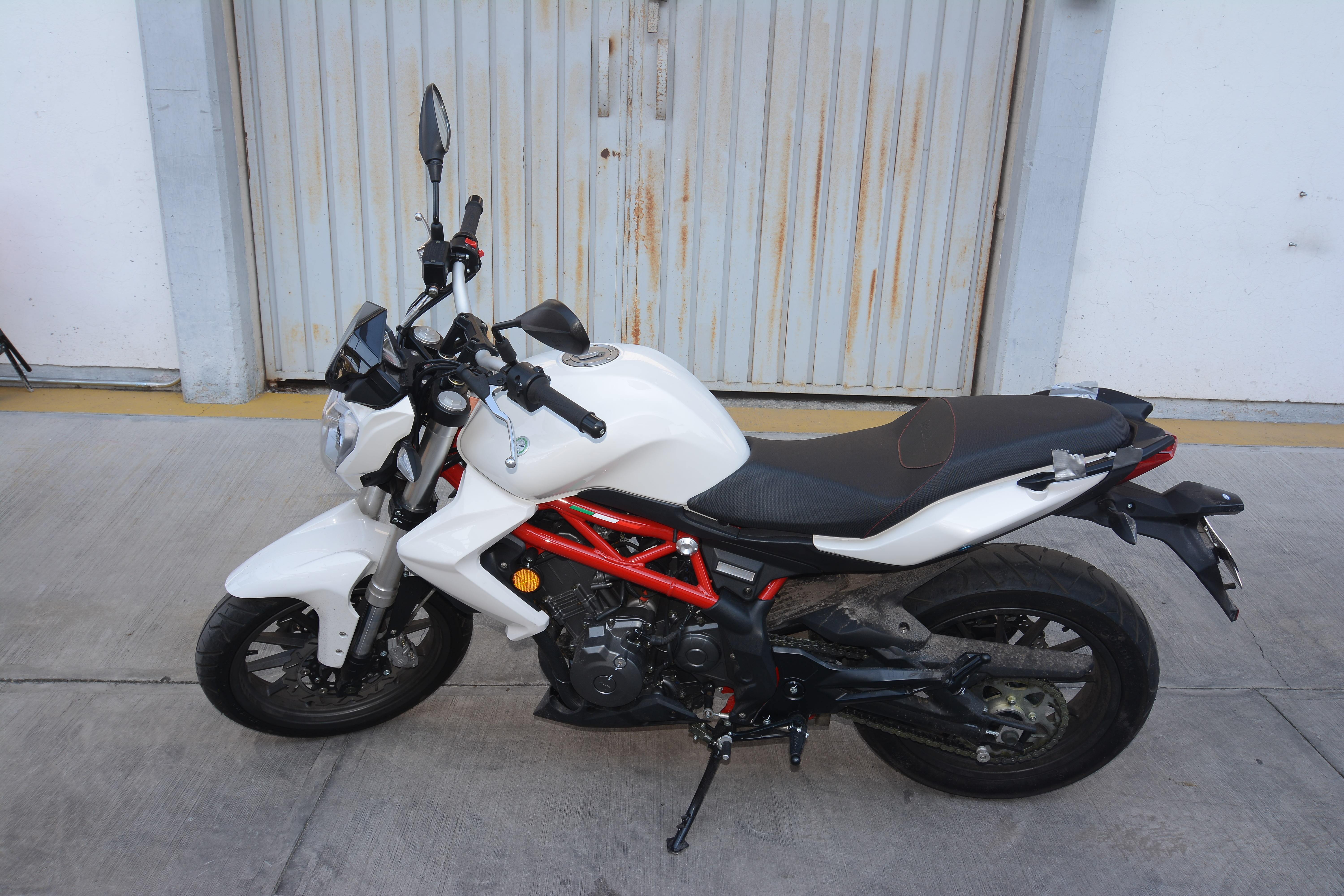
بنلی ۳۰۰تی‌ان‌تی دوسیلندر مدل ۲۰۱۶

## تاریخچه

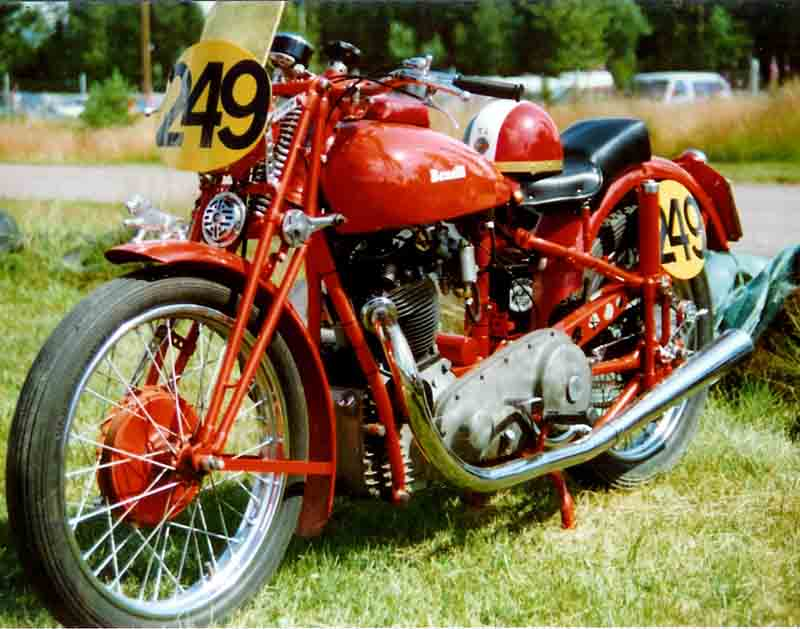
بنلی مونالبرو اسپرت ۵۰۰ سی‌سی ۱۹۳۵

این شرکت در سال ۱۹۱۱ در شهر پزارو در ناحیه مارکه ایتالیا تأسیس گردید که احتمالاً آن را به قدیمی‌ترین کارخانه موتورسیکلت ایتالیا تبدیل می‌کند. (موتو گوتزی - قدیمی‌ترین کارخانه موتور سیکلت بدون توقف - در سال ۱۹۲۱ تأسیس شد و پژو به دلیل تأسیس در سال ۱۸۹۸ قدیمی‌ترین کارخانه تولید موتور سیکلت در جهان است و همچنان تولید می‌کند) بیوه ترزا بونی بنلی با از دست دادن همسرش، تمام سرمایه‌گذاری‌های خود را انجام داد تا بتواند کار پایداری برای شش پسرش فراهم کند: جوزپه، جیووانی، فرانچسکو، فیلیپو، دومنیکو و آنتونیو (تونینو). وی همچنین جوزپه و جیووانی را برای تحصیل در رشته مهندسی به سوئیس فرستاد. در ابتدا این تجارت علاوه بر ۵ برادر شاغل، ۶ کارمند داشت (با توجه سن کم تونینو فعالیت نمی‌نمود). در آغاز گاراژ بنلی فقط تعمیر دوچرخه و موتور سیکلت را انجام می‌داد، اما قادر به تولید تمام قطعات یدکی مورد نیاز برای تعمیرات بود در طول جنگ جهانی اول نیز، بنلی سخت کار می‌کرد که قطعات ماشین‌های ایتالیایی را در جنگ تعمیر کند و در سال ۱۹۱۹ اولین موتورسیکلت ساخته شد. در سال ۱۹۲۰ این شرکت اولین موتور کامل داخلی خود را ساخت، یک مدل تک سیلندر دو زمانه ۷۵ سی سی. یک سال بعد، در سال ۱۹۲۱، بنلی با استفاده از موتور ساخته خود که تا آن زمان به یک مدل ۹۸ سی سی تبدیل شده بود، اولین موتورسیکلت کاملاً داخلی خود را ساخت.